# Фам Нгок Тао
Полковник Фам Нгок Тао (Ханой (северный диалект вьетнамского): [fâˀm ŋoˀk tʰa᷉ɔ], Сайгон (южный диалект вьетнамского): [fə̂ˀm ŋoˀk tʰə᷉ɔ]), также известный как Альберт Тао (14 февраля 1922 — 17 июля 1965) - коммунист и Спящий агент Вьетминя (позже Вьетнамской народной армии), который внедрился в армию Республики Вьетнам, а также крупный провинциальный лидер в Южном Вьетнаме. В 1962 году он был назначен руководителем Стратегической программы Гамлет Нго Динь Ню в Южном Вьетнаме и намеренно ускорял её выполнение, что привело к появлению плохо оборудованных и плохо защищённых деревень и росту недовольства сельских жителей режимом президента Нго Динь Зьема, старшего брат Ню. В свете неудачных попыток земельной реформы в Северном Вьетнаме правительство Ханоя приветствовало усилия Тао по подрыву режима Зьема.
Во время Первой войны в Индокитае Тао был офицером-коммунистом во Вьетмине и помогал руководить различными операциями в дельте Меконга на крайнем юге, в какой-то момент командовал своим будущим врагом Нгуен Кханем, который некоторое время служил делу коммунистов. После ухода французов и раздела Вьетнама Тао остался на юге и сделал вид, что отказывается от коммунизма. Он стал частью военного истеблишмента антикоммунистического южного режима и быстро поднялся по служебной лестнице. Номинально католик, Тао подружился со старшим братом Зьема, архиепископом Пьером Мартином Нго Динь Тхоком — набожная римско-католическая семья Нго сильно поддерживала единоверцев и очень доверяла Тао, не подозревая, что он все ещё верен коммунистам. Он продолжал служить главой провинции Бенче и приобрел известность после того, как этот район — традиционно оплот коммунистов — внезапно стал мирным и процветающим. Вьетнамские и американские официальные лица, а также журналисты, враждебно настроенные по отношению к Сайгону или поддерживающие его, неверно истолковали это как свидетельство великих способностей Тао, и он был назначен на более влиятельную должность, где он мог продолжить свой саботаж. На самом деле Тао и местные коммунисты просто прекратили боевые действия, чтобы коммунисты могли спокойно восстановить силы, в то время как Тао выглядел очень искусным, и ему дали более важную работу, где он мог нанести больше вреда.
С помощью интриг Тао также помог дестабилизировать и в конечном итоге свергнуть два южновьетнамских режима — режим Зьема и военную хунту Кханя. Когда в 1963 году режим Зьема начал рушиться, Тао был одним из офицеров, планировавших переворот. Его заговор в конечном итоге был интегрирован в успешный заговор, а его действия способствовали распрям, которые ослабили правительство и отвлекли военных от борьбы с повстанцами Вьетконга. На протяжении 1964 и 1965 годов, когда Южный Вьетнам изо всех сил пытался создать стабильное государство после изгнания Зьема, Тао был вовлечен в несколько интриг и заговоров с целью государственного переворота, которые отвлекали правительство от реализации своих программ. В 1965 году он скрылся после неудачной попытки захватить власть у Кханя и был заочно приговорен к смертной казни. Хотя этот переворот также потерпел неудачу, последующий хаос вынудил хунту Кханя рухнуть. Тао умер в том же году, когда был вынужден скрываться; считается, что он был убит после того, как за его голову была назначена награда. После воссоединения Вьетнама в конце войны во Вьетнаме победившие коммунисты объявили Тао одним из них и посмертно сделали его генералом с одной звездой.

## Ранние годы во Вьетмине
Фам Нгок Тхуан, был одним из одиннадцати детей вьетнамской римско-католической семьи. В то время Вьетнам был французской колонией. Семья имела французское гражданство, но выступала против французского колониализма. Его отец, инженер, когда-то возглавлял подпольную коммунистическую организацию в Париже, которая помогала Вьетминю в антифранцузской деятельности за независимость за пределами Вьетнама. После посещения французских школ в Сайгоне Тхуан сменил имя на Тао и отказался от французского гражданства. В школьные годы в лицее Шаселу-Лоба Тао познакомился с Чонг Нхо Тонгом, который позже стал высокопоставленным членом Вьетконга, коммунистической партизанской организации в Южном Вьетнаме. Тонг описывал Тао как «мой самый дорогой друг» и вспоминал, что они «проводили бесконечные часы, говоря обо всем на свете. Мы были ближе, чем братья».
В подростковом возрасте Тао был одержим своим мотоциклом. Несмотря на то, что он получил образование в школе высшего класса, которая обслуживала детей французских колониальных администраторов и привилегированных вьетнамцев — французский язык был средством обучения, а галльская культура и история составляли основную часть учебной программы — Тао привлекала националистическая политика. Он участвовал в революционных кампаниях Хо Ши Мина за независимость Вьетнама и присоединился к Вьетминю.
В сентябре 1945 года Хо Ши Мин провозгласил независимость в составе Демократической Республики Вьетнам (ДРВ) после ухода имперской Японии, захватившей контроль над страной у Франции во время Второй мировой войны. В то время существовал вакуум власти, поскольку и Япония, и Франция были опустошены войной. Во Вьетнаме вспыхнул националистический пыл; Тонг и Тао присоединились к Молодёжный Авангарду, импровизированному ополчению за независимость. Тонг был назначен лидером местного подразделения, но вскоре покинул движение, оставив Тао командовать. В этот период Сайгон регулярно охватывали беспорядки.
В 1946 году Франция попыталась восстановить контроль над своей колонией, и вспыхнули боевые действия. Тао служил с Вьетмином в дельте Меконга на крайнем юге Вьетнама во время войны против французского правления с 1946 по 1954 год. Он почти погиб, прежде чем начал; он был задержан местными коммунистами в Митхо, которые увидели его платье во французском стиле и приняли его за колониального агента. Они связали его и приковали цепью к каменному блоку, а затем бросили в реку, чтобы он утонул. Однако Тао вырвался из цепей и уплыл в безопасное место. Затем Тао проследовал дальше на юг и вглубь дельты Меконга к городу Виньлонг, где его снова арестовал местный Вьетминь. Когда Тао собирались казнить через утопление, один из коммунистов понял, что он брат одного из их товарищей. Тао был освобождён и воссоединился со своей семьёй, которая жила в этом районе.
Как лидер сопротивления, на Тао была возложена ответственность за ознакомление партии новобранцев 1947 года с идеологией Вьетминя. Одним из учеников Тао был его будущий враг, южновьетнамский генерал и президент Нгуен Кхань. Эта группа стала 410-м батальоном и продолжила сражаться под Камау, самой южной частью Вьетнама. К 1949 году Тхо руководил шпионским аппаратом Вьетминя вокруг Сайгона и организовывал партизанские отряды в сельской местности. Тао также занимался закупкой оружия. Филиппинские торговцы привозили в южный Вьетнам оружие в обмен на рис, креветки, свинину, золото и банкноты. После поражения французов в 1954 году при Дьенбьенфу Тао помог эвакуировать коммунистических боевиков из Южного Вьетнама и Камбоджи в соответствии с условиями Женевской конференции. В соответствии с этими соглашениями Вьетнам должен был быть временно разделен на 17-й параллели в ожидании общенациональных выборов по воссоединению страны в 1956 году, а военный персонал должен был быть эвакуирован на соответствующие стороны границы. Тем временем Вьетминь Хо Ши Мина контролировал север под властью ДРВ, а юг находился под властью спонсируемого Францией Государства Вьетнам.
Тао остался на антикоммунистическом юге, когда Вьетнам был разделен, и сделал вид, что отказывается от коммунизма. Он стал школьным учителем, а позже работал в банке, а также в Департаменте транспорта. Он постоянно отказывался назвать имена своих бывших товарищей, утверждая, что они были просто патриотами, сражавшимися против французов, а не коммунистами. В то же время один из братьев Тао был назначен послом Северного Вьетнама в Восточной Германии, он работал заместителем председателя Комитета сопротивления Вьетминя на юге во время войны против французов. В октябре 1955 года премьер-министр Зьем на референдуме изгнал императора Бао-дай-де, чтобы определить будущую форму правления Государства Вьетнам. «Республика» получила почти 99 % голосов, а «монархия» — немногим более 1 %. Зьем объявил себя президентом недавно провозглашенной Республики Вьетнам. Он отменил национальные выборы, сославшись на то, что Южный Вьетнам не подписал соглашения Женевской конференции.

## Коммунист под прикрытием в Южно-Вьетнамской армии

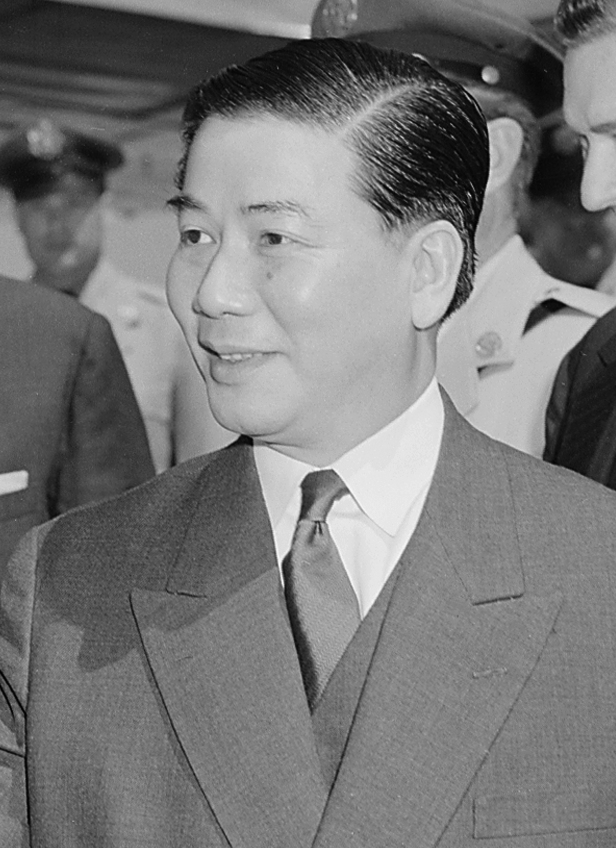
Тао использовал католические связи своей семьи, чтобы быстро подняться при президенте Зьеме, показанному здесь в мае 1957.

Поддерживаемый США Зьем был страстным антикоммунистом. В 1957 году он инициировал «Антикоммунистическую кампанию по разоблачению», чтобы искоренить членов Вьетминя и их сторонников. Тысячи людей были убиты или заключены в тюрьму, и со временем кампании Зьема вызвали больше сочувствия к Вьетминю. До 1960 года в деревне происходили различные мелкие прокоммунистические восстания. Тао бежал и спрятался в Винь Лонге, опасаясь, что люди Зьема преследуют его. В декабре 1960 года Политбюро Северного Вьетнама санкционировало создание Национального фронта освобождения Южного Вьетнама, широко известного как Вьетконг. Во Вьетконге доминировали коммунисты, но он изображал себя националистической боевой организацией, заявляя своей целью «воссоединение отечества» с свержением «замаскированного колониального режима империалистов США и диктаторской администрации Нго Динь Зьема». Создание Вьетконга ознаменовало эскалацию масштабов и организации повстанческого движения, переросшего в Войну во Вьетнаме.
Католическое происхождение Тао помогло ему избежать подозрений в поддержке коммунизма. Он и его брат были единственными членами семьи, которые не были антикоммунистами. Остальные родственники были последователями брата Зьема, архиепископа Тхока, который был епископом Винь Лонга во время войны против Франции. Известно, что у Тао было лицо, которое ничего не выражало из его внутренних чувств. Вмешательство Тхока помогло Тао подняться в армии Республики Вьетнам (АРВН). Тхок связал Тао с Труном Ким Туёном, который руководил разведывательными операциями под руководством младшего брата Зьема Ню, который был главой тайной полиции и контролировал спецназ АРВН. Тао начинал как пропагандист различных подразделений армии и тайной католической партии Кон Лао, чья система информаторов и секретных ячеек помогла создать атмосферу полицейского государства и сохранить власть семьи Нго.
Тонг считал, что Тхок «несомненно считал, что католическая и семейная привязанность Тао сильнее и долговечнее, чем его юношеский энтузиазм к революции». Он чувствовал, что Тао обманул Тхока, заставив его поверить в то, что он больше не коммунист, и что его внутренние знания будут полезны семье Нго. Тао начал с обучения гражданской гвардии. Благодаря католическим связям своей семьи, Тао неуклонно поднимался в АРВН, поскольку режим Збема всегда продвигал офицеров в первую очередь на основе религиозных предпочтений и лояльности. Ню отправил его в Малайзию для изучения методов борьбы с повстанцами, и по возвращении Тао стал жизненно важной частью усилий Ню по очистке армии от нелояльных офицеров. Поскольку Тао внимательно следил за теми, кто командовал войсками, чтобы они не использовали свой персонал для переворота, ведущие офицеры стремились поддерживать с ним хорошие отношения, что повышало его эффективность как шпиона. Тао поднялся ещё выше, когда войска, которыми он командовал, помогли подавить попытку государственного переворота в ноябре 1960 года против Зьема. Тао помог Кханю и Чан Тхьен Кхьему подавить восстание. Все трое получили повышение, причем последняя пара стала лидером АРВН и объединённых сил соответственно. Это укрепило тесные связи трио.
Тао был назначен главой провинции Бенче. Он тайно работал с кадрами Нгуен Тхи Динь, лидера Вьетконга, которая позже стала самой высокопоставленной женщиной-коммунистом в послевоенном воссоединенном Вьетнаме. Этот район был традиционным оплотом коммунистов, и в последнее время участились антиправительственные нападения, но когда прибыл Тао, он внезапно стал мирным. Ходили слухи, что Тао и коммунисты решили прекратить борьбу ради взаимной выгоды; партизаны могли незаметно укрепиться, в то время как Тао, казалось бы, добился успеха, и его повысили бы до более могущественной должности, где он мог бы нанести больший урон Зьему. Отсутствие боевых действий между силами Тао и Вьетконга оказалось полезным для коммунистического дела. За три месяца в 1963 году Вьетконг смог завербовать 2000 человек в Бенче и сформировал ещё два батальона. Семья Нго и военные советники США хвалили Тао, не подозревая о его уловке. Он получил ещё одно повышение, а вместе с ним и больше влияния и контактов среди офицерского корпуса.
Посол США Элбридж Дарброу назвал провинцию Бенче «сельскохозяйственной выставкой» и посоветовал журналистам поехать туда, чтобы увидеть успешную администрацию Тао. Влиятельный американский журналист Джо Олсоп изменил свои планы, чтобы проводить больше времени в Бенче, заявив, что провинция «особенно внушает надежду». Во время одной из операций сил АРВН Тао американские полевые журналисты, освещавшие битву, увидели, что их многочасовая попытка боксировать с вьетконговским батальоном привела только к одному фермеру, который жил в хижине с антиправительственными лозунгами. Несмотря на это, американские журналисты и вьетнамские офицеры так и не узнали, что Тао был двойным агентом. На самом деле, лауреат Пулитцеровской премии журналист Дэвид Халберстам неверно истолковал отсутствие нападений в Бенче, в то время как другие провинции подвергались разорению, как доказательство того, что Тао был одним из немногих способных правительственных чиновников в дельте Меконга. Журналист Роберт Шаплен писал: «Во всех отношениях Тао — один из самых замечательных вьетнамцев в округе, будучи заговорщическим революционером, фигурой прямо из романа Мальро и, в то же время, очень утонченным и проницательным человеком, чьи таланты, если только они были правильно направлены, и их можно было с пользой использовать прямо сейчас». Поскольку Тао был бывшим лидером Вьетминя, люди думали, что его очевидный успех был обусловлен его непосредственным знанием коммунистической тактики. Во время своего пребывания на посту главы провинции Тао учредил Совет старейшин, консультативный орган из 20-200 мужчин и женщин, которым было разрешено критиковать местных чиновников. Он выступал за создание Совета меценатов, благотворительной организации для сбора денег на общественные проекты.

## Стратегическая программа Гамлет
В 1962 году Ню начал работу над амбициозной Стратегической программы Гамлет, попыткой построить укрепленные деревни, которые должны были стать безопасными зонами для сельских вьетнамцев. Цель состояла в том, чтобы заблокировать вьетконговцев, чтобы они не могли действовать среди жителей деревни. Тао контролировал эти усилия, и когда ему сказали, что крестьяне возмущаются тем, что их насильственно выселили с земель их предков и поместили в форты, которые они были вынуждены построить, он посоветовал Ню и Туёну, что необходимо построить как можно больше деревень как можно быстрее. Это понравилось вьетконговцам, которые считали, что усилия Тао настраивают сельское население против Сайгона. Тао специально построил деревни в районах, в которых, как он знал, было сильное присутствие Вьетконга. Это увеличило количество сочувствующих коммунистам, которых поселили в деревнях и выдали удостоверения личности. В результате вьетконговцы смогли более эффективно проникать в деревни, чтобы получить доступ к припасам и персоналу.

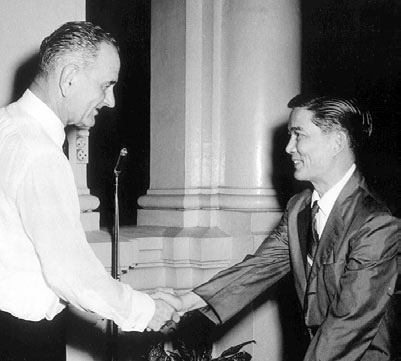
Нго Динь Ню (справа) назначил Тао руководителем Стратегической программы Гамлет, не зная, что он был коммунистическим агентом, намеревающимся саботировать её. (с вице-президентом США Линдоном Джонсоном в 1961 г.)

Позже, в 1962 году, министр обороны США Роберт Макнамара посетил Южный Вьетнам и совершил инспекционную поездку по стране в сопровождении Зьема и Тао. Возможно, из-за того, что Тао разгласил детали тура вьетконговским партизанам, каждая остановка Макнамары сопровождалась кровавыми нападениями на близлежащие объекты АРВН. Например, когда Макнамара находился в провинции Биньзыонг, были убиты пятеро правительственных солдат. Когда он летел из Далата на север в Дананга возле демилитаризованной зоны, его встретили вьетконговской бомбардировкой, идущего на юг военного поезда, в результате чего 27 человек погибли и 30 членов гражданской гвардии были ранены.

## Падение Зьема
В 1963 году режим Зьема начал терять жесткий контроль над страной, поскольку гражданские беспорядки распространились в результате буддийского кризиса. Крупномасштабные демонстрации буддийского большинства вспыхнули в ответ на расстрел девяти буддистов правительством в Хюэ, протестовавших против запрета на вывешивание буддийского флага во время Весака, дня рождения Гаутамы Будды. Поскольку Зьем оставался непримиримым перед лицом буддийских требований религиозного равенства, слои общества начали призывать к его отстранению от власти. Тао был участником многих заговоров, охвативших Сайгон и дестабилизировавших режим. Стремясь к перевороту 15 июля, Туён консультировался с Тао относительно своих планов, но Туён был слишком тесно связан с Ню, чтобы заручиться необходимой военной помощью, и впоследствии Ню сослал его.
Группу Туёна в конечном итоге возглавил Тао, но его первоначальные планы переворота были отложены, когда американский офицер ЦРУ Люсьен Конейн поручил начальнику Тао, генералу Кхьему, остановить переворот на том основании, что он был преждевременным. Мотивация Тао к участию в заговоре обычно объясняется коммунистическими инструкциями для него по возможности вызывать распри внутри АРВН. Он возобновил заговор, намереваясь организовать переворот 24 октября. Для своего плана он набрал различные пехотные, морские и десантные подразделения общей численностью 3000 человек. Группа Тао не совершила переворот после того, как старшие генералы убедили его интегрировать свои силы в их более крупную группу, что с большей вероятностью добьется успеха. Тао рассудил, что объединение с группой офицеров, которые могли бы добиться успеха, даст больше влияния в образовавшейся хунте. Переворот был успешно совершен 1 ноября 1963 года под руководством генералов Зыонг Ван Миня и Труна Ван Дона.

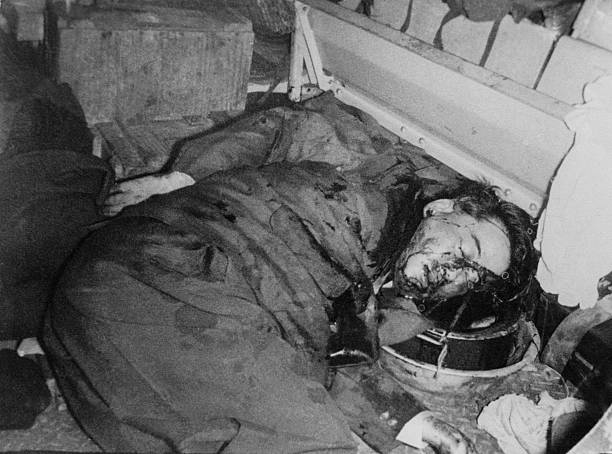
Тело Зьема, убитого по дороге в военный штаб.

Тао командовал примерно двумя десятками танков, которые в полночь сформировали колонну на улицах, окружающих Президентский дворец, и помогли начать полномасштабную атаку в 03:30 2 ноября. В конце концов повстанцы взяли под свой контроль здание, и на рассвете силы Тао штурмовали дворец, но обнаружили, что он пуст; Зьем и Ню сбежали. Захваченный офицер президентской гвардии рассекретил укрытие братьев, и по приказу Кхиема Тао пошел за ними. Кхьем приказал Тао убедиться, что братья не пострадали физически. Тао прибыл в дом в Тёлоне, где якобы прятались братья, и позвонил повстанцам обратно во дворец. Зьем и Ню, по-видимому, прослушивали добавочный номер в другой комнате и сбежали. Впоследствии братья сдались конвою АРВН во главе с генералом Май Хоу Сюаном в ближайшей католической церкви и были казнены по пути в военный штаб, несмотря на обещание безопасного изгнания.
Ссылки американских СМИ на Тао были источником исторических дебатов. Сообщения журналистов об авторитарном правлении Зьема, военных неудачах и нападениях на буддистов изменили американское общественное мнение и оказали давление на Вашингтон, чтобы тот отказался от поддержки семьи Нго и добивался смены руководства. Уильям Прохнау считал, что падение Зьема оказало наибольшее влияние через средства массовой информации на внешнюю политику США за более чем шесть десятилетий. Тао и Фам Суан Ан были источником большей части информации для СМИ. Консервативные историки-ревизионисты обвинили СМИ в свержении Зьема, опубликовав отчеты, которые, по их мнению, были основаны на ложных данных, распространяемых коммунистическими пропагандистами с целью несправедливо очернить правление Зьема, которое, по их утверждениям, было эффективным и справедливым по отношению к буддийскому большинству.

## Участие в военной хунте
После падения режима Зьема глава государства Минь и гражданский премьер-министр Нгуен Нгок Тхо поручили Тао создать ядро группы, называемой Советом знати, и продвигать её среди общественности. который, как временный орган видных гражданских лиц, будет консультировать военную хунту, прежде чем она передаст власть избранному законодательному органу под гражданским правлением. Совет в составе 60 человек, 58 мужчин и 2 женщин, провел свое первое заседание 1 января 1964 года в Сайгоне. Совет почти полностью состоял из известных профессионалов и ученых и, как таковой, вряд ли представлял южновьетнамское общество; не было делегатов от сельскохозяйственного и трудового секторов экономики. Он приобрел репутацию форума для дебатов, а не средства принятия политических изменений и государственных программ для населения. Тхо и Минь поручили Тао поощрение перехода к демократии путем содействия созданию нескольких политических партий. Это было неэффективно, так как возникло и поссорилось множество политических партий, состоящих всего из нескольких членов. В течение 45 дней после переворота было сформировано 62 партии, но ничего значимого не произошло. В конце концов, эти усилия оказались неуместными, поскольку хунта Миня и сопровождавший её Совет знати были свергнуты до конца месяца. В этот период Тао служил главой военной безопасности и сыграл роль в замене полковника До Кхок Мая и Нгуен Као Ки с поста главы ВВС Республики Вьетнам. После переворота атаки Вьетконга заметно усилились на фоне распрей между руководством Сайгона,  которые Тао помог разжечь.
Генералы отправили Тао в форт Ливенворт в Соединенных Штатах на шесть месяцев, чтобы он изучил базовую тактику ведения войны. Он также провел месяц в Англии, прежде чем вернуться во Вьетнам. К этому времени хунта Миня была заменена Кханем в результате январского переворота 1964 года. Подозревается, что одним из мотивов генералов для отправки Тао за границу было его постоянное участие в заговорах. Кхань назначил Тао своим пресс-атташе, а также неофициальным политическим советником.
Позже в том же году Хан оказался вовлеченным в борьбу за власть со своим заместителем Кхьемом, а также с Минем, который оставался номинальным главой государства. Тао был близким другом Кхьема, поэтому, когда Кхань бодержал победу в борьбе за власть, он отправил Кхьема в Вашингтон, в качестве посла с Тао, который стал его пресс-атташе. В августе 1964 года руководство Кханя стало все более обеспокоенным после того, как он попытался увеличить свои полномочия, объявив чрезвычайное положение. Это только спровоцировало масштабные протесты и беспорядки, призывающие к прекращению военного правления, в первых рядах которых выступали буддийские активисты. Опасаясь потерять власть, Кхань начал идти на уступки протестующим и пообещал демократию в ближайшем будущем, что побудило больше групп требовать перемен, а Кхань понизил в должности некоторых сторонников католиков, поддерживающих Зьема. 13 сентября группа, в которой преобладают католики, во главе с генералами Лам Ван Фатом и Дунг Ван Оком, которые до этого оба были понижены в должности, двинула войска в Сайгон, но затем отступила после того, как стало очевидно, что у них недостаточно численности, чтобы убрать Кханя. Кхьем и Тао были вовлечены и помогали спланировать попытку путча Фата и Ока; оба были отправлены Кханем за границу.

## Попытка переворота в 1965
В конце декабря 1964 года Тао был вызван обратно в Сайгон Кханем, который правильно заподозрил его и Кхьема в заговоре вместе с Вашингтоном. Тао подозревал, что Кхань пытался его убить, поэтому он ушел в подполье по возвращении в Сайгон и начал всерьез замышлять заговор, поскольку ему угрожали обвинением в дезертирстве. Он укрылся в доме, принадлежащем другу Чонг Нхо Тонгу. Правящая хунта призывала Тао в газетных объявлениях, передачах и репортажах следовать приказам и предоставить доклад своему начальству, но он их проигнорировал. В середине января 1965 года режим призвал его доложить своему начальству в АРВН, предупредив, что он будет «считаться виновным в оставлении своего поста со всеми последствиями такой ситуации», если он этого не сделает.

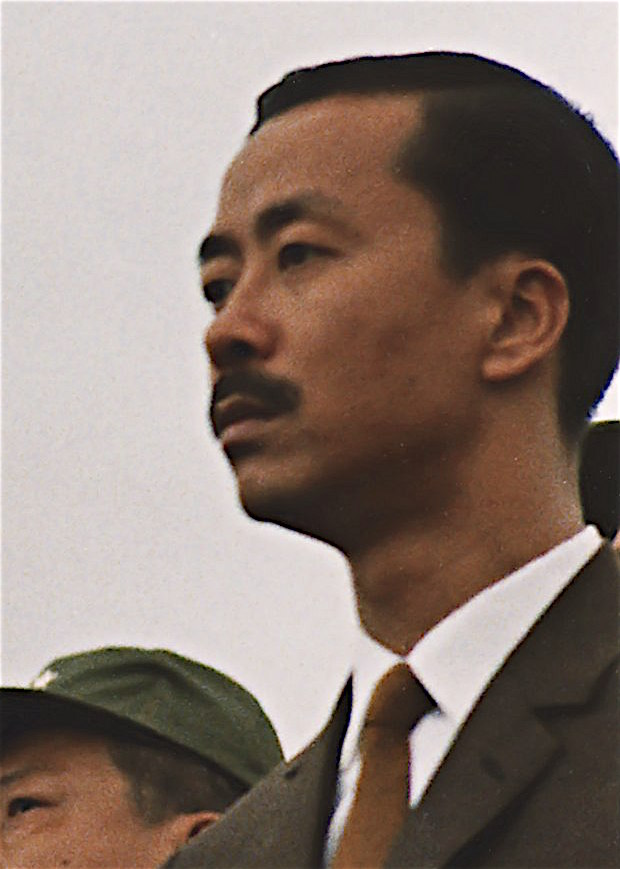
Глава ВВС Нгуен Као Ки предотвратил попытку государственного переворота Тао в 1965 году. Тао был заочно приговорён к смертной казни военным трибуналом под руководством Ки.

Благодаря своему католическому происхождению, Тао смог завербовать сторонников Зьема, таких как Фат. По словам анонимного источника, когда власть Кханя шаталась, Тао беспокоился о том, как с ним будут обращаться, если кто-то другой возьмет власть на себя: «Тао действовал первым, опасаясь, что, если он этого не сделает, другие генералы свергнут Кханя и избавятся от него самого. Он знал, что, если другие свергнут Кханя, его судьба будет хуже, чем у Кханя». В это время Тао поддерживал связь с агентами ЦРУ, пытаясь заручиться поддержкой Америки. Тем временем Кхьем более двух месяцев оказывал давление на Кханя, обвиняя его и буддистов в поиске «нейтралистского решения» и «ведении переговоров с коммунистами». В то же время отношения Кханя с американцами, особенно с послом и генералом в отставке Максвеллом Тейлором, испортились из-за ряда политических и личных споров, и американцы пытались побудить коллег Кханя свергнуть его, чтобы более ястребиная политика могла быть принята. Другие генералы хотели свергнуть Кханч и знали, что Тао, которому многие не доверяли, планировал сделать ход. Они ожидали неприятностей, пытаясь удержать своих подчиненных, станвших нетерпеливыми из-за продолжающегося пребывания Кханя в должности, от присоединения к Тао. В период с января по февраль Тао продолжал дорабатывать детали своего контрпереворота, используя контакты, которые он наладил за последние десятилетия.
Фат и другие офицеры, поддерживающие Зьема, выступали против буддийского влияния, оказываемого на Кханя. Тао посоветовался с Ки, который хотел захватить власть для себя, перед заговором и призвал его присоединиться к перевороту, но командующий ВВС заявил, что он остается нейтральным. Таким образом, Тао считал, что Ки не будет мешать ему, но Ки был категорически против Тао и Фата. Аналитики американской разведки полагали, что генерал Дон был причастен к перевороту Фата и Тао, но это оказалось ложным, когда начались действия.  Через восемь месяцев после окончания переворота Дон сказал американскому историку Джорджу МакТернану Кахину, что он замышлял заговор с Тао, который планировал, что он станет министром обороны и начальником штаба вооруженных сил, но что Чи Вьет и католические гражданские союзники Тао настаивали на назначении католика Кхьема. За месяц до переворота аналитики американской разведки полагали, что Тао планировал заменить Кханя на посту главнокомандующего Доном.
Незадолго до полудня 19 февраля он использовал около пятидесяти танков, их экипаж и смесь пехотных батальонов, чтобы захватить контроль над военным штабом, почтой и радиостанцией Сайгона. Он окружил дом генерала Кханя и дворец Гиа Лонг, резиденцию главы государства Фан Кхак Шыу. Танками руководил полковник Дунг Хиу Нгиа, католик из Чи Вьета. Страна все ещё пыталась обрести стабильность: всего тремя днями ранее премьер-министром был назначен Фан Хюи Куат. Кханю удалось сбежать и бежать в Вунгта́у. Его самолёт взлетел с авиабазы Таншоннят, военного штаба страны, как раз в тот момент, когда танки повстанцев въезжали, пытаясь заблокировать взлетно-посадочную полосу. Люди Тао пытались захватить сайгонскую базу ВМС Республики Вьетнам и её командира адмирала Чунг Тон Канга, но потерпели неудачу, но они захватили несколько членов хунты в Таншонняте.
Тао сделал объявление по радио, в котором заявил, что единственная цель его военной операции — избавиться от Кханя, которого он назвал «диктатором». Он сказал, что намеревался отозвать Кхьема в Сайгон, чтобы возглавить Совет вооруженных сил вместо Кханя, но сохранит гражданский кабинет, который подчинялся генералам. При этом он застал Кхьема врасплох, спящего в своем доме в Мэриленде. Узнав о происходящем, Кхьем отправил телеграмму, в которой пообещал «полную поддержку» заговору. Группа переворота сделала заявления в поддержку Зьема, заявив, что тогдашний Посол США Генри Кэбот Лодж-младший «был неправ, поощряя переворот против Зьема, а не исправляя ошибки».
Офицер католик повстанец произнес речь, в которой превозносил Зьема и оплакивал его потерю. Это создало впечатление, что заговорщики хотели вернуть страну к состоянию эпохи Зьема и наказать тех, кто был причастен к свержению и казни Зьема. Группа Тао также пообещала агрессивно бороться с Вьетконгом и сотрудничать с Соединенными Штатами. В течение дня по радио транслировалась серия выступлений против Кханя, и повстанцы утверждали, что их поддерживают четыре дивизии, что было сочтено сомнительным. Аналитики правительства США пришли к выводу, что восстание было «в первую очередь инициативой несгибаемых неозьемистов и католических военных боевиков, обеспокоенных ростом буддийского влияния, выступавших против генерала Кханя и — расплывчато, непродуманно — желая повернуть время вспять и отменить некоторые результаты изгнания Зьема в ноябре 1963 года». Среди гражданских лиц, связанных с заговором Тао, были католические ученые и воинствующий священник.
Поскольку Зьем сильно дискриминировал по религиозному признаку, комментарии повстанцев вызвали негативную реакцию среди буддийского большинства. Буддийский активист монах Тич Там Чау призвал буддистов поддержать действующую хунту. Выступления в поддержку Зьема также встревожили пробуддийских и антизьемских генералов, таких как Нгуен Чан Тхи и Нгуен Хоу Ко, которые участвовали в неудавшемся перевороте 1960 года против Зьема и успешном перевороте 1963 года соответственно. Они думали, что Тао и Фату можно отомстить, заставив многих офицеров, выступающих против Зьема, которые в противном случае могли быть нейтральными или сочувствовать перевороту, больше склоняться в сторону Кханя.
Хотя Тейлор и военачальник США генерал Уильям Уэстморленд хотели отставки Кханя, прозьемовская политическая идеология, выраженная сторонниками Тао, оттолкнула их, поскольку они опасались, что заговорщики дестабилизируют и поляризуют страну, если они придут к власти. Американцы беспокоились, что Фат и Тао могут стимулировать поддержку Кханя своими крайними взглядами, которые могли спровоцировать крупномасштабные межконфессиональные разногласия, играя на руку коммунистам и препятствуя более широким целям Америки. Они также были обеспокоены намерением Тао сместить Куата и гражданское правительство, которое, по его мнению, было «слишком восприимчиво к буддийскому миротворчеству». США рассматривали гражданское участие в управлении как необходимость. Они беспокоились, что победа Кханя повысит его престиж, поэтому они хотели, чтобы появилась какая-то третья сила и победила фракции Тао и Кханя. Уэстморленд и Тейлор решили работать над провалом как Тао, так и Кханя, и помогли организовать для этой цели американских советников.
Фат должен был захватить авиабазу Бьенхоа, чтобы помешать командующему ВВС Ки мобилизовать против них авиацию, но ему не удалось добраться до аэродрома раньше Ки, который окружил Таншоннят и пригрозил бомбить повстанцев. Большая часть сил III и IV корпусов, окружавших столицу, не любила ни Кханя, ни повстанцев и не предприняла никаких действий. Однако с наступлением ночи высшее военное мнение начало выступать против Тао и Фата, хотя на этом этапе было неясно, были ли силы против Тао, организованные и возглавляемые Ти, также враждебны Кханю.
В 20:00 Фат и Тао встретились с Ки и настояли на отстранении Хана от власти. Переворот провалился, когда между полуночью и рассветом силы, выступающие против Тао, ворвались в город с юга вместе с некоторыми частями 7-й воздушно-десантной бригады, верной Ки, из Бьен Хоа на севере. Вопрос о том, действительно ли повстанцы были побеждены подавляющей демонстрацией силы, или же с Ки была заключена сделка о прекращении восстания в обмен на удаление Кханя, хотя подавляющее большинство поддерживает последнее. Согласно последней версии, Фат и Тао согласились освободить арестованных ими членов Совета вооруженных сил и уйти в обмен на полное отстранение Кханя от власти. Возможно, чтобы сохранить лицо, Фат и Тхоу были назначены на встречу с номинальным главой государства Шыу, который находился под пристальным контролем хунты, чтобы «приказать» ему подписать указ о лишении Кханя его военного руководства и организации встречи хунты и гражданского кабинета премьер-министра Куата. Рано утром, когда радиостанция все ещё находилась в руках людей Тао, было зачитано сообщение, приписываемое Шыу; в нём утверждалось, что глава государства уволил Кханя. Однако подлинность объявления была поставлена под сомнение, когда лоялисты взяли под свой контроль станцию, и Шыу говорил с ними лично, утверждая обратное. Пострадавших и погибших в результате переворота нет.
Перед бегством Тао передал преждевременное сообщение, в котором утверждалось, что переворот был эффективным в свержении Кханя, а позже в тот же день Совет вооруженных сил вынес вотум недоверия Кханю и вынудил его покинуть страну. Позже утром, находясь в бегах, Тао сделал передачу, используя военную радиосистему, чтобы призвать Кханя к отъезду и защитить его действия, которые, по его словам, отвечали интересам нации. Фат и Тао были лишены своих званий, но изначально ничего не было сделано, кроме судебного преследования или вынесения приговора за их участие в перевороте.

## Попытка скрыться и смерть
Скрываясь в католических деревнях, Тоо выразил готовность сдаться и сотрудничать с правительством Куата, если он и примерно 50 офицеров, участвовавших в перевороте, будут амнистированы. Он также предложил отправиться в изгнание в Соединенные Штаты, куда его семья переехала, когда его отправили туда на обучение в 1964 году. В мае 1965 года военный трибунал заочно приговорил Тао и Фата к смертной казни. Смертный приговор был приписан влиянию Ти, который поручил отрядам убийц искать его. После завершения судебного процесса было объявлено, что Совет вооруженных сил будет распущен и предоставит гражданским лицам больше контроля над управлением правительством. Считалось, что Ти согласился на передачу власти гражданскому правительству в обмен на смерть Тао. В результате у Тао не было иного выбора, кроме как попытаться захватить власть, чтобы спасти себя, и он и Ти начали маневрировать друг против друга.
20 мая полдюжины офицеров и около сорока гражданских лиц, большинство или все из которых были католиками, были арестованы по обвинению в попытке убийства Куата и похищения Тхи и Ки. Некоторые из арестованных были известными сторонниками Тао и, как полагают, подстрекали его к уклонению от властей. Несмотря на это, самому То удалось бежать, даже несмотря на то, что хунта назначила за него награду в размере 30 000 долларов США. 16 июля 1965 г. он был объявлен мертвым при невыясненных обстоятельствах; в официальном отчете утверждалось, что он скончался от травм, когда летел на вертолете по пути в Сайгон после того, как был захвачен к северу от города. Однако обычно предполагается, что он был убит или замучен до смерти по приказу некоторых военных. В одном сообщении говорится, что католический священник предал Тао, а в другом утверждается, что его поймал генерал Нгуен Ван Тхьеу. В своих мемуарах Ки утверждал, что Тао был схвачен полицией в Сайгоне и «умер в тюрьме через несколько недель, вероятно, от побоев». После падения Сайгона в 1975 году возникла теория заговора, согласно которой Тао ушел в подполье и работал в контрразведке коммунистического Центрального управления Южного Вьетнама, помогая выслеживать кадры Вьетконга, перешедшие на сторону Сайгон.

## Наследие
Хотя последний заговор Тао потерпел неудачу, его деятельность в 1965 году и возникшие в результате распри привели к серии внутренних чисток в АРВН. В условиях нестабильности Вьетконг в течение года добился значительных успехов по всей стране. В ответ на ухудшение военной обстановки американцы начали в больших количествах перебрасывать боевые части в Южный Вьетнам.
Тао был посмертно повышен АРВН до звания однозвездного генерала и удостоен звания Героического погибшего на войне (вьет. Liệt sĩ). После падения Сайгона и окончания войны во Вьетнаме коммунистическое правительство присвоило ему тот же титул и выплатило военные пенсии его семье, объявив его своим сторнником. В 1981 году коммунисты эксгумировали его тело и перезахоронили на «кладбище патриотов» в Хошимине (ранее Сайгон). Тонг считал, что Тао «был человеком, который на протяжении всей своей жизни целеустремленно боролся за независимость Вьетнама». Тонг, который позже отказался от коммунизма, сказал, что Тао «был националистом, а не идеологом», и описал его военную компанию, как помощь коммунистам в свержении Зьема и разжигание хронической нестабильности и расприй в течение 18 месяцев. Хо Ши Мин отреагировал на смерть Зьема, сказав: «Я с трудом могу поверить, что американцы были такими глупыми». В коммунистическом отчете, написанном в марте 1965 года, вскоре после того, как восстание Тао вынудило Кханя уйти, говорилось, что «соотношение сил… очень быстро изменилось в нашу пользу… Основная часть вооруженных сил противника… распалось, а то, что осталось, продолжает распадаться».